# 唐孔
唐孔（法語：Tancon，法語發音：[tɑ̃kɔ̃]）是法国索恩-卢瓦尔省的一个市镇，属于沙罗勒区。

## 地理
唐孔（46°12'8"N, 4°15'49"E）面积9.48 平方千米，位于法国勃艮第-弗朗什-孔泰大區索恩-卢瓦尔省，该省份为法国中部省份，北起顺时针与科多尔省、汝拉省、安省、罗讷省、卢瓦尔省、阿列省和涅夫勒省接壤。
与唐孔接壤的市镇（或旧市镇、城区）包括：沙西尼苏丹、迈济伊、沙托讷夫、绍法耶、库布朗、圣伊尼德罗什、圣莫里斯-莱沙托讷夫。

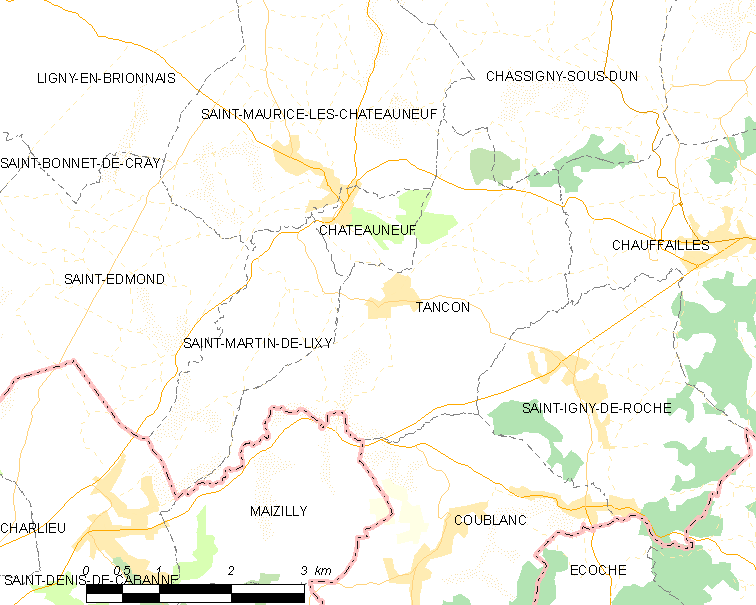
唐孔的OSM定位图

唐孔的时区为UTC+01:00、UTC+02:00（夏令时）。

## 行政
唐孔的邮政编码为71740，INSEE市镇编码为71533。

## 政治
唐孔所属的省级选区为绍法耶县。

## 人口

1962-2008年间唐孔人口变化图示

唐孔于2022年1月1日时的人口数量为556人。